# Prima Divizie din Niger
Prima Divizie din Niger (franceză Championnat national de première division sau Championnat D1) este primul eșalon din sistemul competițional fotbalistic din Niger.

## Echipele sezonului 2010

### Groupe A
- Akokana FC d'Arlit (Arlit)
- AS-FNIS (Niamey)
- AS Madaoua
- AS NIGELEC (Niamey)
- ASFAN (Niamey)
- Askia
- Dan Gourmou FC (Tahoua)
- Malbaza FC (Malbaza)
- Olympic FC (Niamey)
- Urana FC d'Arlit (Arlit)

### Groupe B
- AS Douanes (Niamey)
- AS Police (Niamey)
- ASAF Zinder (Zinder)
- Dan Kassawa FC (Maradi)
- Entente FC (Dosso)
- Jangorzo FC (Maradi)
- Nassara (Zinder)
- Niima du Manga (Diffa)
- Sahel SC (Niamey)
- US GN (Niamey)

## Foste campioane
| - 1966 : Secteur 6 (Niamey) - 1967 : Secteur 6 (Niamey) - 1968 : Secteur 6 (Niamey) - 1969 : Secteur 6 (Niamey) - 1970 : Secteur 6 (Niamey) - 1971 : ASFAN (Niamey) - 1972 : nu s-a disputat - 1973 : Secteur 7 (Niamey) - 1974 : Sahel SC (Niamey) - 1975 : ASFAN (Niamey) - 1976 : Olympic FC (Niamey) - 1977 : Olympic FC (Niamey) - 1978 : Olympic FC (Niamey) - 1979 : nu s-a disputat - 1980 : AS Niamey (Niamey) | - 1981 : AS Niamey (Niamey) - 1982 : AS Niamey (Niamey) - 1983 : Jangorzo FC (Maradi) - 1984 : Espoir FC (Zinder) - 1985 : Zumunta AC (Niamey) - 1986 : Sahel SC (Niamey) - 1987 : Sahel SC (Niamey) - 1988 : Zumunta AC (Niamey) - 1989 : Olympic FC (Niamey) - 1990 : Sahel SC (Niamey) - 1991 : Sahel SC (Niamey) - 1992 : Sahel SC (Niamey) - 1993 : Zumunta AC (Niamey) - 1994 : Sahel SC (Niamey) - 1995 : nu s-a disputat | - 1996 : Sahel SC (Niamey) - 1997/98 : Olympic FC (Niamey) - 1999 : Olympic FC (Niamey) - 2000 : JS du Ténéré (Niamey) - 2001 : JS du Ténéré (Niamey) - 2002 : nu s-a disputat - 2003 : Sahel SC (Niamey) - 2004 : Sahel SC (Niamey) - 2004/05 : AS-FNIS (Niamey) - 2005/06 : AS-FNIS (Niamey) - 2006/07 : Sahel SC (Niamey) - 2008 : AS Police (Niamey) - 2009 : Sahel SC (Niamey) |

## Performanțe după club
| Club                           | Oraș   | Titluri | Ultimul titlu |
| ------------------------------ | ------ | ------- | ------------- |
| Sahel SC [include Secteur 7]   | Niamey | 13      | 2009          |
| Olympic FC [include Secteur 6] | Niamey | 11      | 1999          |
| AS Niamey                      | Niamey | 3       | 1982          |
| Zumunta AC                     | Niamey | 3       | 1993          |
| ASFAN                          | Niamey | 2       | 1975          |
| JS du Ténéré                   | Niamey | 2       | 2001          |
| AS-FNIS                        | Niamey | 2       | 2006          |
| Jangorzo FC                    | Maradi | 1       | 1983          |
| Espoir FC                      | Zinder | 1       | 1984          |
| AS Police                      | Niamey | 1       | 2008          |